# Sandbad (Chemie)

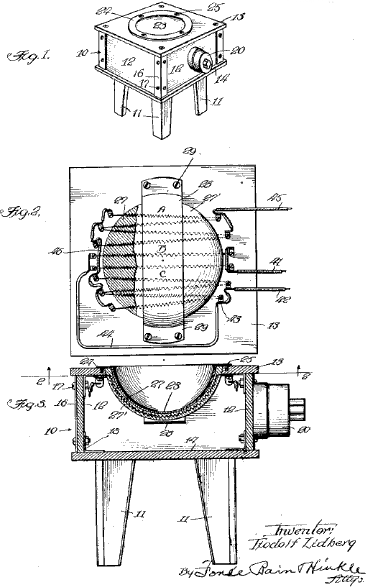
Patentzeichnung eines Sandbades

Ein Sandbad ist ein Laborgerät, mit dem Chemikalien langsam erhitzt werden können, um eine plötzliche Überhitzung zu verhindern.
Ein Sandbad kann beispielsweise aus einem Becherglas oder aus einer Metallschale bestehen, welche mit feinem Sand gefüllt und von unten beheizt wird, während oben ein Reagenzglas mit der zu erhitzenden Chemikalie in den sich allmählich erwärmenden Sand versenkt wird.